# ۲۳۱۴ قطب
سیارک ۲۳۱۴ (به انگلیسی: 2314 Field، نامگذاری:1977VD) دو هزار و سیصد و چهاردهمین سیارک کشف شده‌است که در ۱۲ نوامبر ۱۹۷۷ کشف شد.
قدر مطلق سیارک برابر ۱۳٫۶۰ است.